# Ommatius argentatus
Ommatius argentatus là một loài ruồi trong họ Asilidae. Ommatius argentatus được Meijere miêu tả năm 1911. Loài này phân bố ở miền Ấn Độ - Mã Lai.